# Song Chang-ho
Đây là một tên người Triều Tiên, họ là Song.
Song Chang-Ho (tiếng Hàn: 송창호; sinh ngày 20 tháng 2 năm 1986) là một cầu thủ bóng đá Hàn Quốc hiện tại thi đấu cho Busan IPark ở vị trí tiền vệ.

## Sự nghiệp câu lạc bộ
Song khởi đầu sự nghiệp với Pohang Steelers, là một cầu thủ tuyển từ Đại học Dong-A. Là cầu thủ ra sân thường xuyên, anh hầu hết góp mặt từ băng ghế dự bị. Song cũng thi đấu ở Giải vô địch các câu lạc bộ thế giới và Giải vô địch bóng đá các câu lạc bộ châu Á 2009 và 2010.
Ngày 29 tháng 11 năm 2010, Song chuyển đến Daegu FC trong một thương vụ hoán đổi, với việc Lee Seul-Ki đến Pohang.

## Thống kê sự nghiệp câu lạc bộ
Tính đến 20 tháng 7 năm 2011
| Thành tích câu lạc bộ | Thành tích câu lạc bộ | Thành tích câu lạc bộ | Giải vô địch | Giải vô địch | Cúp     | Cúp       | Cúp Liên đoàn | Cúp Liên đoàn | Châu lục | Châu lục  | Tổng cộng | Tổng cộng |
| Mùa giải              | Câu lạc bộ            | Giải vô địch          | Số trận      | Bàn thắng    | Số trận | Bàn thắng | Số trận       | Bàn thắng     | Số trận  | Bàn thắng | Số trận   | Bàn thắng |
| Hàn Quốc              | Hàn Quốc              | Hàn Quốc              | Giải vô địch | Giải vô địch | Cúp KFA | Cúp KFA   | Cúp Liên đoàn | Cúp Liên đoàn | Châu Á   | Châu Á    | Tổng cộng | Tổng cộng |
| --------------------- | --------------------- | --------------------- | ------------ | ------------ | ------- | --------- | ------------- | ------------- | -------- | --------- | --------- | --------- |
| 2008                  | Pohang Steelers       | K League              | 0            | 0            | 0       | 0         | 0             | 0             | 2        | 0         | 2         | 0         |
| 2009                  | Pohang Steelers       | K League              | 9            | 0            | 1       | 0         | 3             | 1             | 5        | 0         | 18        | 1         |
| 2010                  | Pohang Steelers       | K League              | 9            | 0            | 1       | 0         | 2             | 0             | 4        | 0         | 16        | 0         |
| 2011                  | Daegu FC              | K League              | 13           | 2            | 0       | 0         | 2             | 0             | -        | -         | 15        | 2         |
| Tổng cộng sự nghiệp   | Tổng cộng sự nghiệp   | Tổng cộng sự nghiệp   | 31           | 2            | 2       | 0         | 7             | 1             | 11       | 0         | 51        | 3         |